# Roman Dymny
Roman Dymny est un ingénieur du son français.

## Biographie
Il fait ses études à l'École nationale supérieure Louis-Lumière, dont il sort diplômé en 1999.

## Filmographie
- 2004 : Clean d'Olivier Assayas
- 2007 : Nuage de Sébastien Betbeder
- 2008 : Bienvenue chez les Ch'tis de Dany Boon
- 2008 : Faubourg 36 de Christophe Barratier
- 2009 : Puisque nous sommes nés de Jean-Pierre Duret et Andrea Santana
- 2010 : Bus Palladium de Christopher Thompson
- 2010 : Rien à déclarer de Dany Boon
- 2011 : La Fin du silence de Roland Edzard
- 2011 : Pourquoi tu pleures ? de Katia Lewkowicz
- 2013 : Jeunesse de Justine Malle
- 2013 : Deux automnes trois hivers de Sébastien Betbeder
- 2014 : Le Film que nous tournerons au Groenland de Sébastien Betbeder
- 2014 : Inupiluk de Sébastien Betbeder
- 2014 : Timbuktu d'Abderrahmane Sissako
- 2015 : Je vous souhaite d'être follement aimée d'Ounie Lecomte
- 2016 : Comme des lions de Françoise Davisse
- 2016 : Marie et les Naufragés de Sébastien Betbeder
- 2016 : Le Voyage au Groenland de Sébastien Betbeder
- 2017 : Le Divan de Staline de Fanny Ardant, et Vers la lumière de Naomi Kawase
- 2023 : Le Théorème de Marguerite, d'Anna Novion

## Distinctions

### Récompenses
- César 2015 : César du meilleur son pour Timbuktu[2]

### Nominations
- César 2009 : César du meilleur son pour Faubourg 36[2]